# Hevajra

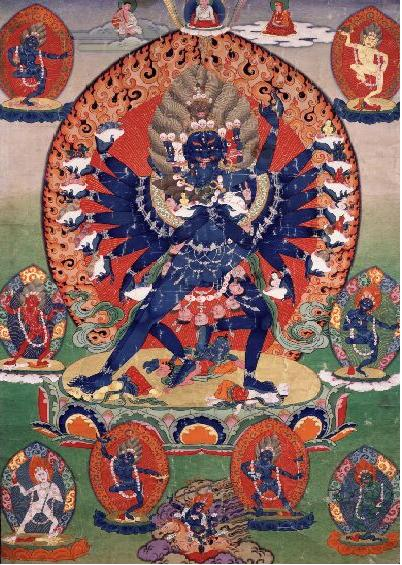
Hevajra e Nairātmyā, cercados por um cortejo de oito dakinis

Hevajra (em tibetano: Kye Dorje; Wylie: kye'i rdo rje) é um dos principais yidams do budismo tântrico ou vajrayana. A consorte de Hevajra é Nairatmya (tibetano: Damema; Wylie: bdag med ma).

## História do Hevajra Tantra

### O Hevajra Tantra na India
O Hevajra Tantra, um Tantra-Mãe da classe anuttarayogatantra, é tido como tendo se originado entre o final do século VIII (Snellgrove), e "fins do século IX ou início do X" (Davidson), no leste da Índia, possivelmente Bengala. Taranatha lista Saroruha e Kampala (também conhecido como Lva-va-pā, Kambhalī e Śrī-prabhada) como seus "reveladores":  
.. o inigualável iogue Virupa meditou sobre o caminho de Yamāri e atingiu siddhi [realização] sob as bençãos de Vajravārāhi,…seu discípulo Dombi Heruka..entendeu a esseência do Hevajra Tantra, e compôs muitos śāstras [comentários] como o Nairātmā-devi-sādhana e o Sahaja-siddhi. Ele também conferiu abhiseka à seus discípulos. Depois disso, dois, two āchāryas, Lva-va-pā and Saroruha, trouxeram o Hevajra Tantra. … Siddha Saroruha foi o primeiro à trazer o Hevajra-pitṛ-sādhana
Outra linhagem, mencionada por Kongtrul, vai de Vilāśyavajra para Anangavajra para  Saroruha e então para Indrabhuti.
O Yogaratnamālā, provavelmente o mais importante dos comentários sobre o Hevara Tantra, foi escrito por um certo Krishnapa (ou Kan'ha), que ensinou Bhadrapada, outro comentador, que por sua vez ensinou Tilopa, o professor de Naropa, que também escreveu outro comentário. Ele por sua vez transmitiu seu conhecimento deste tantra para Marpa Lotsawa (1012-1097), que propagou as instruções no Tibete. Marpa também recebeu instruções no Hevajra Tantra de Maitrīpa, também conhecido como Advayavajra, que fora banido da universidade de Vikramashilā por praticar ioga com uma  ioguini durante a época em Atisha foi o abade.

### O Hevajra Tantra no Tibete
Em meados do século XI, Drogmi (Wylie: Brog mi) (993-1077 A.D) viajou de Drompa-gyang, em Latse, para o Nepal e Índia, indo à universidade de Vikramashila, onde ele recebeu instruções sobre o Hevajra tantra de Shanti-pa (Ratnākarashānti) e mais à Bengala, onde se encontrou com Prajnedraruchi (Viravajra) que instruiu-o no Lamdre "sem raízes", que é particularmente ligado ao Hevajra tantra e seus comentários. Drakpa Gyeltsen escreve em seu Crônica dos Mestre Indianos o seguinte:

Lachen [Drogmi] primeiro foi ao Nepal e adentrou o portal do mantra através do professor Bhāro Ham-thung. Depois foi para a própria Índia e, se dando conta de que o Acharya Ratnakarashanti era tanto extremanmente renomado quanto douto, ele ouviu extensivamente o Vinaya, Prajñapāramitā, e mantra. Tendo então ido para a parte leste da Índia, ele encontrou o Bhikshu Viravajra, que era o maior discípulo direto de Durjayachandra, que por sua vez detinha a linhagem do discípulo de Āchārya Virūpa, Dombhiheruka. De Bhikshu Viravajra ele ouviu extensamente o material mântrico dos três tantras de Hevajra, completos em todos os seus ramos. Ele também requisitou os muitos manuais de instruções de Achintyakrama e outros, para que também pudesse ouvir [as instruções] do "Lamdre sem textos fundamentais" (rtsa med lam 'bras). Dessa maneira, Drokmi viveu na Índia por doze anos e se tornara um grande tradutor.
Depois de doze anos, ele retornou ao Tibete central, provavelmente em 1030, traduziu o Hevajra tantra para o tibetano e ensinou, entre outro, Khon Konchog Gyalpo (wylie: Dkon mchog ryal po) (1034-1102), o fundador do Monastério Sakya em 1073 Este foi o início da estreita relação entre a linhagem Sakya e o Hevajra tantra.

### O Hevajra Tantra na China
A versão chinesa do Hevajra Tantra (Taishō XVIII 892, p. 587-601) foi feita por Fa-hu (Dharmapala) no Instituto de Traduções Canônicas (Yi jing yuan) na capital da dinastia Sung do Norte (960-1128 A.D.), Bian liang, atual Kaifeng na província de Henan. A tradução de cinco volumes foi presenteada ao imperador Renzong (仁宗) ao final do período  Zhihe (至和, Zhìhé) (11 de fevereiro de 1054 - 30 de janeiro de 1055) . O título da versão chinesa é "O texto escritural do ritual do grande rei do grande ensinamento, o adamantino com grande compaixão e conhecimento da vacuidade explicada pelo Buda." Lê-se no prefácio:

Dentre as 32 seções do tântra genérico de Mahāmāyā, retirou-se 2 rituais com Nairātmyā. Dharmapala, grande mestre que transmite (textos em) sânscrito, iluminou e explanou a fundo com compaixão,… recebeu a honra de traduzi-lo por ordem imperial.

### O Hevajra Tantra no Ocidente
O Hevajra Tantra se tornou o primeiro dos principais tantras budistas a ser traduzido por completo a uma língua ocidental quando Snellgrove publicou o seu The Hevajra Tantra: A Critical Study em 1959. Este trabalho possui dois volumes, o primeiro contendo sua introdução, que inclui um pedido de "desculpas" explicando o porquê de tal texto ser digno de estudo (aparentemente devido à reputação indecente que os tantras haviam adquirido no ocidente no início do século XX. Escrevendo em 1959, Snellgrove pôde dizer que: "Há ainda uma tendência de considerá-los como algo corrupto, como pertencentes à decadência do budismo"). Além disso, o primeiro volume se mostra impresso num inglês com bastante ênfase em negritos (demonstrando que, talvez subconscientemente, ele se sentia em conflito com relação sobre parte do conteúdo). O segundo volume contém suas edições dos textos em sânscrito e tibetano (os textos tibetanos sendo encontrados no Narthang Kangyur) bem como o original em sânscrito do Yogaratnamālā. Outra tradução apareceu em 1992 como The Concealed Essence of the Hevajra-tantra. by G.W. Farrow e I. Menon. Essa versão contém o texto em sânscrito e a tradução inglesa do tantra, assim como a tradução completa do Yogaratnamālā. Uma tradução em inglês da versão chinesa de Fa-hu foi feita por Ch. Willemen em 1983 e publicada como "The Chinese Hevajratantra".

## O texto do Hevajra Tantra e textos relacionados
Originalmente escritos em diferentes qualidades de Sânscrito (com alguns versos em  Apabhramsha]]), o atual texto em 750 versos é tido como sendo apenas um trecho ou sumário de versão original muito maior, com até 500 mil versos (ślokas) em 32 seções. Muitos textos budistas afirmam ser condensações de originais perdidos mais volumosos, com a maioria dos "originais" nunca tendo sequer existido ou talvez concebidos como textos "virtuais" que existem permanentemente de uma maneira descentralizada. Entretanto, a existência do sutra Prajnaparamita em 100,000 versos mostra que trabalhos de tamanhas proporções foram de fato produzidos.
O Hevajra Tantra tem alguns materiais em comum com outras fontes, por exemplo o trecho do  Hevajra tantra (II: iii; verso 29) é identico a um do Guhyasamajatantra (XVI, versos 59c à 60b), e uma parelha de versos Apabhramsha do Hevajratantra (II: v, verso 67) aparece em uma das canções de Saraha. No caso do Guhyasamaja, é seguro assumir que o verso presente no Hevajra é posterior, mas no que tange a citação de Saraha a situação não é tão clara, já que as datas relativas são mais difícieis de estabelecer com um mínimo de certeza.

### O Tantra-raiz (mūla,rtsa)
Dvātriṃśatkalpoddhṛtaḥ kalpadvayātmako śrīhevajraḍākinījālasamvaramahātantrarājā
- Manuscritos pertencentes à Arquivos Nacionais, Catmandu, Nepal
  - No. 3-303.
  - No. 3-238.
  - No. 4-6.
  - No. 4-71.
- Manuscrito pertencente à Cambridge University Library, Add. 1340
- Manuscrito pertencente à Asiatic Society of Bengal, no. 11317
- Manuscritos pertencentes à Universidade de Tóquio Library: Nos 509-512[9]
- Edições:
  - Snellgrove[10]
  - Farrow e Menon[11]

Tibetano: 
- kye'i rdo rje zhes bya ba rgyud kyi rgyal po -  Narthang Kangyur,  snar thang 369, vol. 80, rgyud (ka) 306b-351b
  - colophon: rgyud kyi rgyal po sgyu ma'i brtag pa zhes bya ba brtag pa sum cu rtsa gnyis las phyung ba brtag pa gnyis kyi bdag nyid kye'i rdo rje mkha' 'gro ma dra ba'i sdom pa'i rgyud kyi rgyal po chen po rdzogs so/ /rgya gar gyi mkhan po ga ya d+ha ra'i zhal snga nas dang/ bod kyi lo ts+tsha ba dge slong shAkya ye shes kyis bsgyur cing zhus te gtan la phab pa/
  - Edição: Snellgrove[10]
- kye'i rdo rje zhes bya ba rgyud kyi rgyal po (Hevajratantrarājanāma) Tōh. 417, sDe-dge Kangyur rgyud 'bum vol. nga, 1b-13b 
  - colophon: kye'i rdo rje mkha' 'gro ma dra ba'i sdom pa las rdo rje snying po mngon par byang chub zhes bya ba brtag pa'i rgyal po rdzogs so
- kye'i rdo rje zhes bya ba rgyud kyi rgyal po Urga Kangyur, urga 418, vol.79, rgyud (nga), 1r-30r
  - colophon: rgyud kyi rgyal po chen po sgyu ma'i brtag pa zhes bya ba brtag pa sum cu rtsa gnyis las phyung pa brtag pa gnyis kyi bdag nyid kye'i rdo rje mkha' 'gro ma dra ba'i sdom pa'i rgyud kyi rgyal po rdzogs so/ /rgya gar gyi mkhan po ga ya d+ha ra'i zhal snga nas bod kyi lo ts+tsha ba dge slong shAkya ye shes kyis bsgyur cing zhus te gtan la phab pa/slar yang lo ts+tsha ba gzhon nu dpal gyis 'gyur chad bsabs shing dag par bgyis pa'o/
- kye'i rdo rje zhes bya ba rgyud kyi rgyal po Stog Palace Kangyur, stog 379, Volume 94, rgyud bum (ga), 107r-148v
  - colophon: rgyud kyi rgyal po sgyu ma'i brtag pa zhes bya ba brtag pa sum cu rtsa gnyis las phyung ba brtag pa gnyis kyi bdag nyid kye'i rdo rje mkha' 'gro ma dra ba'i sdom pa'i rgyud kyi rgyal po chen po rdzogs so/ /rgya gar gyi mkhan po ga ya d+ha ra'i zhal snga nas dang/ bod kyi lo tsa ba dge slong shAkya ye shes kyis bsgyur cing zhus te gtan la phab pa
- kye'i rdo rje zhes bya ba rgyud kyi rgyal po Lhasa Kangyur, lhasa 380, volume 79, rgyud (ka), 672-761
  - colophon: rgyud kyi rgyal po sgyu ma'i brtag pa zhes bya ba brtag pa sum cu rtsa gnyis las phyung ba brtag pa gnyis kyi bdag nyid kye'i rdo rje mkha' 'gro ma dra ba'i sdom pa'i rgyud kyi rgyal po chen po rdzogs so/ /rgya gar gyi mkhan po ga ya d+ha ra'i zhal snga nas bod kyi lo ts+tsha ba dge slong shAkya ye shes kyis bsgyur cing zhus te gtan la phab pa

### Comentários
- Yogaratnamālā por Kāṇha
- Śrīhevajravyākhyākhyāvivaraṇa por Bhadrapāda
- Netravibhanga por Dharmakīrtī
- Smṛtiniṣpatti (?) por Kāṇha
- Vajrapādasārasaṃgraha por Nāro
- Muktikāvali por Ratnākaraśānti
- Padminī por Saroruha
- Suviśuddhasaṃpuṭa por Ṭankadāsa
- Ṣaṭsāhasrikā-Hevajra-Ṭīkā por Daśabhūmīśvara Vajragharba

### Tantras Explanatórios (vyākhyā,bshad rgyud)
- Saṃpuṭatantra
- Pañjarātantra

## Imagens
Imagens de Hevajra - no Rubin Museum of Art, HimalayanArt.org.